# Schoepfia griffithii
Schoepfia griffithii là một loài thực vật có hoa trong họ Schoepfiaceae. Loài này được Tiegh. ex Steenis miêu tả khoa học đầu tiên năm 1952.